# Namdaemun-ro
Namdaemunno là một đại lộ chính nằm ở quận trung tâm Seoul, Hàn Quốc và là một đường 2 chiều với 8 làn. Tổng độ dài 2 km và rộng 40∼50m, Namdaemunno bắt đầu từ Bosingak ở Jongno-gu và kết thúc tại Ga Seoul ở Jung-gu.
Các di tích lịch sử trên con đường này bao gồm Gwangtonggwan, tòa nhà ngân hàng lâu đời nhất Hàn Quốc. Đó được đăng ký như một trong những di tích cần được bảo vệ của thành phố vào 5 tháng 3 năm 2001.

## Liên kết
- (tiếng Hàn) Namdaemunno trên bản đồ Naver